# 피아노 소나타 7번 (모차르트)
볼프강 아마데우스 모차르트 피아노 소나타 7번 C장조, K. (309) (284b)는세 악장으로 구성된 피아노 소나타이다.
1. Allegro con spirito
2. Andante un poco adagio (F major)
3. Rondo (allegretto grazioso)

이 작품은 1777~78년 만하임과 파리를 여행하는 동안 작곡되었다. 1777년 10월 24일자 아버지에게 보낸 편지에서 모차르트는 자신이 소나타가 1777년 10월에 완성되었음을 암시한다. 안단테 악장은 그의 제자인 만하임 카펠마이스터 크리스티안 카나비치 의 13세 딸 로즈 카나비치의 "초상화"이다. 모차르트의 아버지 레오폴트는 필사본을 검토한 후 "이상한 작품이다. 그것은 '다소 인공적인' 만하임 스타일의 무언가를 가지고 있지만, 당신의 좋은 스타일이 손상되지 않을 정도로 아주 적다."